# レッドキャンピオン
レッドキャンピオン（Red campion、学名Silene dioica、シノニムMelandrium rubrum）は、ナデシコ科の植物。中央、西部、北部ヨーロッパ全域および南部ヨーロッパの一部に分布している。
2年草もしくは多年草であり、濃いピンクから赤色で直径1.8から2.5cmの花を咲かせる。花は香りはしない。花弁は5枚あり、先端は深く切れ込んでいる。基部はは細くなっており、骨壷型の萼の中に入っていっている。花期は5月から10月。茎は枝分かれし、高さは30から90cmになる。濃い緑色の葉は単葉で尖った卵形をしており、長さは3から8cmで鋸歯はなく、対生する。葉と茎には毛が生えており、少し粘つく。上のほうの葉は柄がない。雄花と雌花は別の株で咲く。雄花には10本の雄蘂と10本の筋のある萼が、雌花には5本の花柱と20本の筋のある萼がある。実は10月以降にでき、卵形の蒴果で多数の種子が入っている。
レドキャンピオンは路傍や森林、岩がちな斜面に生えている。湿った酸性でない土壌を好む。
薄いピンク色の花を咲かせるものは、ホワイトキャンピオン (S. latifolia) との雑種である。